# 다미안 시만스키
다미안 다비드 시만스키(폴란드어: Damian Dawid Szymański, 1995년 6월 16일 ~ )는 폴란드의 축구 선수로, 현재 폴란드 엑스트라클라사의 레기아 바르샤바에서 수비형 미드필더로 뛰고 있다.